# 林大鼐
林大鼐（?—?），字梅卿，莆田（今属福建）人。
高宗绍兴五年（1135年）汪应辰榜進士，为临安教授，及诸王宫教授。历官右谏议大夫兼侍讲，官至吏部尚书。后为秦桧所忌，绍兴二十五年（1155年），出知泉州，绍兴二十八年（1158年），以左朝散郎提举江州太平兴国宫。卒於任上。林艾轩撰《吏部尚书林公梅卿挽词》。著有《铁砚小蜡堂集》。